# Superliga de Eslovaquia 2020-21
La temporada 2020-21 fue la edición número 28 de la Superliga de Eslovaquia, la máxima categoría del fútbol profesional en Eslovaquia. La temporada comenzó el 8 de agosto de 2020 y finalizó el 22 de mayo de 2021.
El Slovan Bratislava es el campeón defensor de la Superliga, después de conquistar el décimo título de su historia la temporada anterior.

## Formato
Los 12 equipos participantes jugaron entre sí todos contra todos dos veces totalizando 22 partidos cada uno, al término de la fecha 22 los seis primeros clasificados pasaron a jugar la Ronda por el campeonato, mientras que los otros seis pasaron a jugar la Ronda por la permanencia.
En la Ronda por el campeonato los 6 equipos participantes jugaran entre sí todos contra todos dos veces totalizando, 32 partidos, al término de la fecha 32, el primer clasificado se coronará campeón y obtendrá un cupo para la Primera ronda de la Liga de Campeones 2021-22, mientras que el segundo y el tercero obtendrán un cupo para la Primera ronda de la Liga de Conferencia Europa 2021-22.
En la Ronda por la permanencia, los 6 equipos participantes jugaran entre sí todos contra todos dos veces totalizando 32 partidos cada uno, al término de la fecha 32, el antepenúltimo clasificado jugará un play-off de relegación contra el subcampeón de la 2. liga y el último descenderá directamente a la 2. liga 2020-21
Un tercer cupo a la Primera ronda de la Liga de Conferencia Europa 2021-22 será asignado al campeón de la Copa de Eslovaquia.

## Ascensos y descensos
Esta temporada no hubo ni ascensos ni descensos.

## Equipos participantes
| Club                | Ciudad          | Estadio                         | Capacidad |
| ------------------- | --------------- | ------------------------------- | --------- |
| DAC Dunajská Streda | Dunajská Streda | MOL Aréna                       | 12,700    |
| Nitra               | Nitra           | Štadión pod Zoborom             | 7,480     |
| Pohronie            | Žiar nad Hronom | Mestský štadión Žiar nad Hronom | 2,500     |
| Ružomberok          | Ružomberok      | Štadión pod Čebraťom            | 4,817     |
| Senica              | Senica          | OMS ARENA Senica                | 5,070     |
| Sered               | Sereď           | Štadión pod Zoborom             | 7,480     |
| Slovan Bratislava   | Bratislava      | Tehelné pole                    | 22,500    |
| Spartak Trnava      | Trnava          | Štadión Antona Malatinského     | 19,200    |
| Trenčín             | Trenčín         | Štadión na Sihoti               | 3,500     |
| Zlaté Moravce       | Zlaté Moravce   | Štadión FC ViOn                 | 4,000     |
| Žilina              | Žilina          | Štadión pod Dubňom              | 11,258    |
| Zemplín Michalovce  | Michalovce      | Mestský futbalový štadión       | 4,440     |

## Temporada regular

### Tabla de posiciones
| Pos. | Equipo              | Pts. | PJ | G  | E  | P  | GF | GC | Dif. | Clasificación 2020-21 |
| ---- | ------------------- | ---- | -- | -- | -- | -- | -- | -- | ---- | --------------------- |
| 1    | Slovan Bratislava   | 54   | 22 | 17 | 3  | 2  | 54 | 12 | +42  | Grupo campeonato      |
| 2    | DAC Dunajská Streda | 44   | 22 | 13 | 5  | 4  | 48 | 28 | +20  | Grupo campeonato      |
| 3    | Žilina              | 37   | 22 | 11 | 4  | 7  | 49 | 33 | +16  | Grupo campeonato      |
| 4    | Spartak Trnava      | 35   | 22 | 11 | 2  | 9  | 32 | 29 | +3   | Grupo campeonato      |
| 5    | Zlaté Moravce       | 33   | 22 | 9  | 6  | 7  | 37 | 29 | +8   | Grupo campeonato      |
| 6    | Trenčín             | 28   | 22 | 7  | 7  | 8  | 30 | 38 | −8   | Grupo campeonato      |
| 7    | Ružomberok          | 23   | 22 | 5  | 8  | 9  | 31 | 37 | −6   | Grupo descenso        |
| 8    | Sered               | 22   | 22 | 5  | 7  | 10 | 22 | 39 | −17  | Grupo descenso        |
| 9    | Nitra               | 22   | 22 | 6  | 4  | 12 | 21 | 38 | −17  | Grupo descenso        |
| 10   | Zemplín Michalovce  | 22   | 22 | 5  | 7  | 10 | 22 | 42 | −20  | Grupo descenso        |
| 11   | Senica              | 21   | 22 | 5  | 6  | 11 | 23 | 40 | −17  | Grupo descenso        |
| 12   | Pohronie            | 20   | 22 | 3  | 11 | 8  | 27 | 32 | −5   | Grupo descenso        |

Actualizado a los partidos jugados el 6 de marzo de 2021.
 Fuente: Fortuna Liga, Soccerway
Criterios de clasificación: 1) Puntos; 2) puntos entre sí; 3) diferencia de goles; 4) Goles marcados.

### Resultados
| Local \ Visitante   | DAC | NIT | POH | RUZ | SEN | SER | SLO | SPA | TRE | ZEM | ZIL | ZLA |
| ------------------- | --- | --- | --- | --- | --- | --- | --- | --- | --- | --- | --- | --- |
| DAC Dunajská Streda | —   | 6–0 | 0–0 | 3–2 | 2–0 | 6–0 | 1–1 | 2–1 | 3–1 | 2–1 | 1–1 | 1–3 |
| Nitra               | 0–1 | —   | 3–1 | 1–1 | 1–1 | 3–0 | 0–5 | 0–1 | 1–2 | 1–1 | 0–3 | 0–1 |
| Pohronie            | 1–2 | 3–1 | —   | 2–2 | 1–2 | 2–2 | 1–2 | 3–3 | 0–1 | 1–1 | 2–1 | 2–2 |
| Ružomberok          | 1–1 | 3–0 | 0–0 | —   | 2–3 | 0–0 | 0–0 | 0–1 | 2–2 | 4–0 | 2–1 | 2–1 |
| Senica              | 2–4 | 0–0 | 1–1 | 1–2 | —   | 2–2 | 0–3 | 0–2 | 2–3 | 3–0 | 0–4 | 1–1 |
| Sered               | 1–0 | 1–2 | 0–2 | 0–0 | 4–0 | —   | 0–5 | 2–6 | 1–1 | 1–1 | 3–2 | 1–2 |
| Slovan Bratislava   | 3–1 | 0–1 | 1–0 | 5–0 | 2–0 | 3–0 | —   | 2–0 | 2–0 | 5–0 | 3–2 | 2–1 |
| Spartak Trnava      | 0–2 | 0–2 | 1–1 | 3–1 | 1–0 | 0–2 | 0–3 | —   | 2–0 | 1–2 | 2–1 | 1–0 |
| Trenčín             | 3–3 | 3–2 | 1–1 | 3–1 | 0–1 | 1–0 | 1–2 | 2–0 | —   | 2–2 | 2–4 | 1–1 |
| Zemplín Michalovce  | 2–4 | 1–0 | 2–0 | 4–3 | 0–1 | 0–2 | 0–2 | 0–2 | 1–1 | —   | 1–1 | 1–0 |
| Žilina              | 4–1 | 1–2 | 2–1 | 3–2 | 3–1 | 0–0 | 2–2 | 2–1 | 2–0 | 6–2 | —   | 4–1 |
| Zlaté Moravce       | 1–2 | 3–1 | 2–2 | 3–1 | 2–2 | 1–0 | 2–1 | 2–4 | 5–0 | 0–0 | 4–0 | —   |

## Ronda Campeonato

### Tabla de posiciones
| Pos. | Equipo                | Pts. | PJ | G  | E | P  | GF | GC | Dif. | Clasificación 2021-22                               |
| ---- | --------------------- | ---- | -- | -- | - | -- | -- | -- | ---- | --------------------------------------------------- |
| 1    | Slovan Bratislava (C) | 71   | 32 | 22 | 5 | 5  | 78 | 28 | +50  | Primera ronda de la Liga de Campeones               |
| 2    | DAC Dunajská Streda   | 65   | 32 | 19 | 8 | 5  | 66 | 38 | +28  | Segunda ronda de la Liga Europa Conferencia         |
| 3    | Spartak Trnava        | 55   | 32 | 17 | 4 | 11 | 48 | 37 | +11  | Primera ronda de la Liga Europa Conferencia         |
| 4    | Žilina                | 52   | 32 | 15 | 7 | 10 | 73 | 56 | +17  | Play-offs para entrar en la Liga Europa Conferencia |
| 5    | Zlaté Moravace        | 40   | 32 | 11 | 7 | 14 | 41 | 51 | −10  | Play-offs para entrar en la Liga Europa Conferencia |
| 6    | Trenčín               | 32   | 32 | 8  | 8 | 16 | 42 | 61 | −19  | Play-offs para entrar en la Liga Europa Conferencia |

Actualizado a los partidos jugados el 22 de mayo de 2021.
 Fuente: Fortuna Liga, Soccerway
Criterios de clasificación: 1) Puntos; 2) puntos entre sí; 3) diferencia de goles entre si; 4) Goles marcados entre si; 5) Play-off.

### Resultados
| Local \ Visitante   | DAC | SLO | SPA | TRE | ZIL | ZLA |
| ------------------- | --- | --- | --- | --- | --- | --- |
| DAC Dunajská Streda | —   | 2–2 | 2–0 | 2–0 | 2–1 | 2–0 |
| Slovan Bratislava   | 0–1 | —   | 1–2 | 2–1 | 2–2 | 4–1 |
| Spartak Trnava      | 3–2 | 3–0 | —   | 2–0 | 1–1 | 3–0 |
| Trenčín             | 1–1 | 2–6 | 0–1 | —   | 2–3 | 3–0 |
| Žilina              | 3–3 | 2–3 | 2–1 | 5–3 | —   | 5–1 |
| Zlaté Moravce       | 0–1 | 0–4 | 0–0 | 1–0 | 1–0 | —   |

## Grupo descenso

### Tabla de posiciones
| Pos. | Equipo             | Pts. | PJ | G  | E  | P  | GF | GC | Dif. | Clasificación 2021-22                               |
| ---- | ------------------ | ---- | -- | -- | -- | -- | -- | -- | ---- | --------------------------------------------------- |
| 1    | Sered              | 41   | 32 | 11 | 8  | 13 | 37 | 48 | −11  | Play-offs para entrar en la Liga Europa Conferencia |
| 2    | Ružomberok         | 39   | 32 | 10 | 9  | 13 | 41 | 44 | −3   |                                                     |
| 3    | Pohronie           | 38   | 32 | 8  | 14 | 10 | 38 | 38 | 0    |                                                     |
| 4    | Zemplín Michalovce | 35   | 32 | 8  | 11 | 13 | 34 | 53 | −19  |                                                     |
| 5    | Senica             | 33   | 32 | 8  | 9  | 15 | 31 | 51 | −20  | Play-off de permanecia                              |
| 6    | Nitra (D)          | 27   | 32 | 7  | 6  | 19 | 26 | 55 | −29  | Descenso a 2. Liga                                  |

Actualizado a los partidos jugados el 22 de mayo de 2021.
 Fuente: Fortuna Liga, Soccerway

### Resultados
| Local \ Visitante  | NIT | POH | RUZ | SEN | SER | ZEM |
| ------------------ | --- | --- | --- | --- | --- | --- |
| Nitra              | —   | 2–3 | 1–0 | 0–3 | 0–1 | 0–4 |
| Pohronie           | 0–0 | —   | 1–0 | 3–0 | 1–2 | 0–0 |
| Ružomberok         | 2–0 | 1–0 | —   | 1–1 | 2–1 | 2–0 |
| Senica             | 1–0 | 0–0 | 0–1 | —   | 1–0 | 1–1 |
| Sered              | 2–1 | 0–1 | 1–0 | 4–1 | —   | 2–0 |
| Zemplín Michalovce | 1–1 | 1–2 | 2–1 | 1–0 | 2–2 | —   |

## Play-offs por la Liga Europa Conferencia
El último cupo para la Primera ronda de la Liga Conferencia Europa 2021-22 se definirá con un play-off entre los equipos ubicados desde el cuarto al séptimo puesto. En las semifinales se enfrentaran el cuarto vs. el séptimo y el quinto vs. el sexto en el campo del mejor clasificado, los ganadores jugaran la final y el campeón obtendrá el cupo para la Liga Conferencia Europa.

### Semifinales
| 25 de mayo de 2021, 19:00 | Žilina                                                     | 4:2 (3:0) | Sereď                       | Štadión pod Dubňom, Žilina                             |                                                        |
|                           | - Kurminowski 9' - Rusnák 32' - Bernát 38' - Slebodník 87' | Reporte   | - 60' Bušnja - 83' Jureškin | Asistencia: 144 espectadores Árbitro(s): Michal Smolák | Asistencia: 144 espectadores Árbitro(s): Michal Smolák |

| 25 de mayo de 2021, 19:00 | Zlaté Moravce          | 2:0 (0:0) | Trenčín | Štadión FC ViOn, Zlaté Moravce                          |                                                         |
|                           | - Balaj 51' - Švec 57' | Reporte   |         | Asistencia: 217 espectadores Árbitro(s): Peter Kráľovič | Asistencia: 217 espectadores Árbitro(s): Peter Kráľovič |

### Final
| 28 de mayo de 2021, 19:00 | Žilina                                      | 3:2 (t. s.) | Zlaté Moravce                  | Štadión pod Dubňom, Žilina |  |
|                           | - V. Bichakchyan 43' 45+1' - T. Jibril 101' | Reporte     | - F. Balaj 13' - D. Hrncar 24' |                            |  |

## Play-off de permanencia
El penúltimo clasificado de la Superliga se enfrentó al Segundo clasificado de la 2. Liga, por un lugar en la Superliga 2021-22.
| 25 de mayo de 2021, 17:00 | Dukla Banská Bystrica | 1:2 (0:1) | Senica          | Lokomotíva Zvolen Stadium, Zvolen                      |                                                        |
|                           | - Lukáš Laksik 63'    | Reporte   | - 23' 49' Malec | Asistencia: 420 espectadores Árbitro(s): Michal Očenáš | Asistencia: 420 espectadores Árbitro(s): Michal Očenáš |

| 28 de mayo de 2021, 17:00 | Senica      | 1:1 (Global 3:2) | Dukla Banská Bystrica | Estadio FK Senica, Senica |                           |
|                           | - Malec 41' | Reporte          | - 89' M. Gambos       | Árbitro(s): Ivan Kružliak | Árbitro(s): Ivan Kružliak |

- Senica vence por un resultado global de 3-2 y se mantiene en la Superliga.